# Tobija Gruber
Tobija Gruber (tudi Tobias), avstrijski (slovenski) jezuit, profesor, znanstvenik, izumitelj, prostozidar, * 12. september 1744, Dunaj, Avstrija, † 31. marec 1806, Praga.

## Življenje in delo
Tobija Gruber, polbrat Gabriela Gruberja, je po enem letu v noviciatu na Dunaju (1761–1762), l. 1763 v Leobenu študiral humanistiko, od 1764 do 1765 v Gradcu filozofijo, l. 1766 na Dunaju ponavljal snov s študenti jezikov, l. 1767 predaval gramatiko v Passau, od 1768 do 1773 na Dunaju ponavljal snov s študenti matematike in študiral bogoslovje, od l. 1774 do 1777 je bil v Temišvaru navigacijski ravnatelj, od l. 1780 do1806 v Pragi ravnatelj državnih (kameralnih) posesti na Češkem in predsedovatelj Češke znanstvene družbe.
Tobija je stopal po poti svojega veliko bolj slavnega polbrata Gabriela, ki mu je tudi priskrbel službo v Temišvaru, saj bi sicer lahko zabredel v težave po končanih študijih pri pravkar prepovedanem jezuitskem redu. Tako sta polbrata do l. 1777 obvladovala velik del trgovine v monarhiji. Ko je dunajsko upravo le-tega nadomestila ogrska, se je za nekaj let preselil k bratoma in materi v Ljubljano. Na Kranjskem in sosednjem Beneškem si je utrdil zdravje, obenem pa je opravil temeljne raziskave krasa. Ob ogledih Cerkniškega jezera je Tobija Gruber nad njegovo površino opazil fata morgano. Odkritje ga je tako privabilo, da je kot prvi na svetu postavil laboratorijski poskus za preučevanje fata morgane. V Pragi je Tobija Gruber kmalu postal vodilni učenjak in umetniški strokovnjak, tako da so mu poverili vodenje Češke znanstvene družbe. Med trikratnim predsedovanjem znanstveni družbi je Tobija Gruber objavil številne razprave, ki so pogosto odsevale fizikalne ideje njegovega polbrata, čeprav je njuno znanstveno sodelovanje mogoče dokazati predvsem pri objavi dunajskih pisem s hidrografsko in fizikalno vsebino l. 1781 na Dunaju, z dvema nadaljevanjema l. 1784 in 1785, prav tako kot v razpravi, v kateri je Tobija uporabil znanje in izkušnje  z načrtovanjem rek polbrata Gabriela Gruberja, ki je v Ljubljani poučeval mapiranje. Še dolgo po tej prvi objavi se je ukvarjal s postopki za izdelavo čim boljših zemljevidov rek, svoja odkritja pa objavlil pri Češki znanstveni družbi l. 1785 in 1795. 
L. 1795 je objavil razpravo o prednostih hidrografskih zemljevidov, pri risanju pa upošteval tudi izvire, maso vode in podzemne tokove, ki so bili na kraških področjih še posebej pomembni. Prvi je naštel pet elementov, ki jih mora imeti dober zemljevid reke: vsebovati mora podatke o obliki zemljišče, petrografske, mineraloške, hidrotehnične in fizikalne lastnosti rečnega korita, ob upoštevanju zgradbe zemlje, vrste plinov v spodnjih legah in na višinah. Posebej je tudi raziskal in izpostavil podzemne tokove na Kranjskem in jih primerjal s Tirolskimi. Vsa ta nova jezuitska geodetska spoznanja so prevzele predvsem armade, saj je cesar Jožef II. kmalu po Gruberjevi objavi naročil vojakom izdelavo zemljevidov celotne monarhije.
Po nalogu grofa Frančiška Sternberga je Tobija Gruber zadnja leta življenja posvetil predvsem nabavam umetnin in starinskih kovancev za novo praško galerijo.

## Raziskave
Raziskoval je kranjska gorovja, da bi dopolnil tedanjo teorijo razvoja površja Zemlje. V svojih preučevanjih se je opiral na Boškovićevo teorijo površine Zemlje, prednico sodobnega opisa geoida. Svoja dognanja je objavil v knjižni izdaji kranjskih pisem mineralogu Ignacu Bornu, ki jim je dodal še dve nadaljevanji priobčeni v njegovem naravoslovnem prostozidarskem dunajskem glasilu.  Nato se je lotil fosilnih ostankov živali, ki so domnevno živele v globinah nekdanjih morij, podrobno opisal nekdanje Panonsko morje - postregel je s številnimi podrobnimi opisi kamnin in voda v Banatu, opisal ostanke školjk na nekdanjem morskem dnu ob Donavi, nadalje je raziskoval nastajanje žlahtnih kovin, vpliv podzemnih hlapov in par na podnebje, v krasoslovju pa je pionir udorne teorije. Ukvarjal se je z mineralogijo - predvsem z apnencem in bazaltom, s toplotnimi pojavi v razredčenem zraku, adiabatnimi pojavi, specifično toploto plinov, kemijskimi analizami zdravilnih vod ...
Tobijeva znanstvena dela so bila tako odmevna, da je bil trikrat izbran za predsednika Češke znanstvene družbe, prednice današnje Češke akademije; do konca življenja pa je bil njen tajnik.

## Izumiteljstvo
Tobija Gruber, ki je poleg vsega raziskoval tudi ekspanzijo plinov v prazen prostor, je zaslovel z izumi na tem področju kemije in fizike - izumi vakuumskih merilnih naprav.

## Hidrografska in fizikalna pisma s Kranjske
Dunajska prostozidarska loža "Pri pravi slogi" barona Ignaca Edlerja von Borna, katere član je bil Tobija Gruber, pa tudi Jurij Vega, je med letoma 1783 do 1788 izdajala strokovno revijo za naravoslovje Physikalische Arbeiten der einträchtigen Freunde in Wien, zadnja dva letnika z Gruberjevima razpravama na prvih straneh. Prostozidarska narava revije je bila vzrok, da Gabriel Gruber tam ni objavljal (pod lastnim imenom). Pri Bornu so, s štirimi stranmi njegovega uvoda,  l. 1781 izšla Hidrografska in fizikalna pisma s Kranjske (Herrn Tobias Grubers - Briefe hydrographischen und physikalischen Inhalts aus Krain) v katerih Tobija opravičuje dela svojega polbrata na ljubljanskem prekopu v pismih, ki so bila datirana v Ljubljani, Postojni in Cerknici od februarja do novembra l. 1779. Pisma obravnavajo ljubljanske vode, kraške jame in Cerkniško jezero.
Kot prva je, po napačnih razlagah Kircherja, Schönlebna, Valvasorja in Steinberga, pravilno pojasnil fenomen Cerkniškega jezera - da gre za ravnovesje med dotokom padavin iz ozračja in odtokom reke proti morju. Za razlago pojavov, povezanih s presihajočim jezerom, so uporabljane prispodobe: zdelo se mu je podobno delovanju hidravličnega stroja, modelu Heronovega reakcijskega gorilnika ter načelu sifona, pri čemer je zavrnjena Steinbergova teza o povezanih sifonih. Podzemni pretoki so razloženi kot naravni vzvod brez ventilov in pip.
V letu 2016, ob 210. obletnici smrti Tobije Gruberja, pripravlja Knjižnica Jožeta Udoviča Cerknica izdajo prevoda njegovih pisem v slovenskem jeziku.